# 先行河川

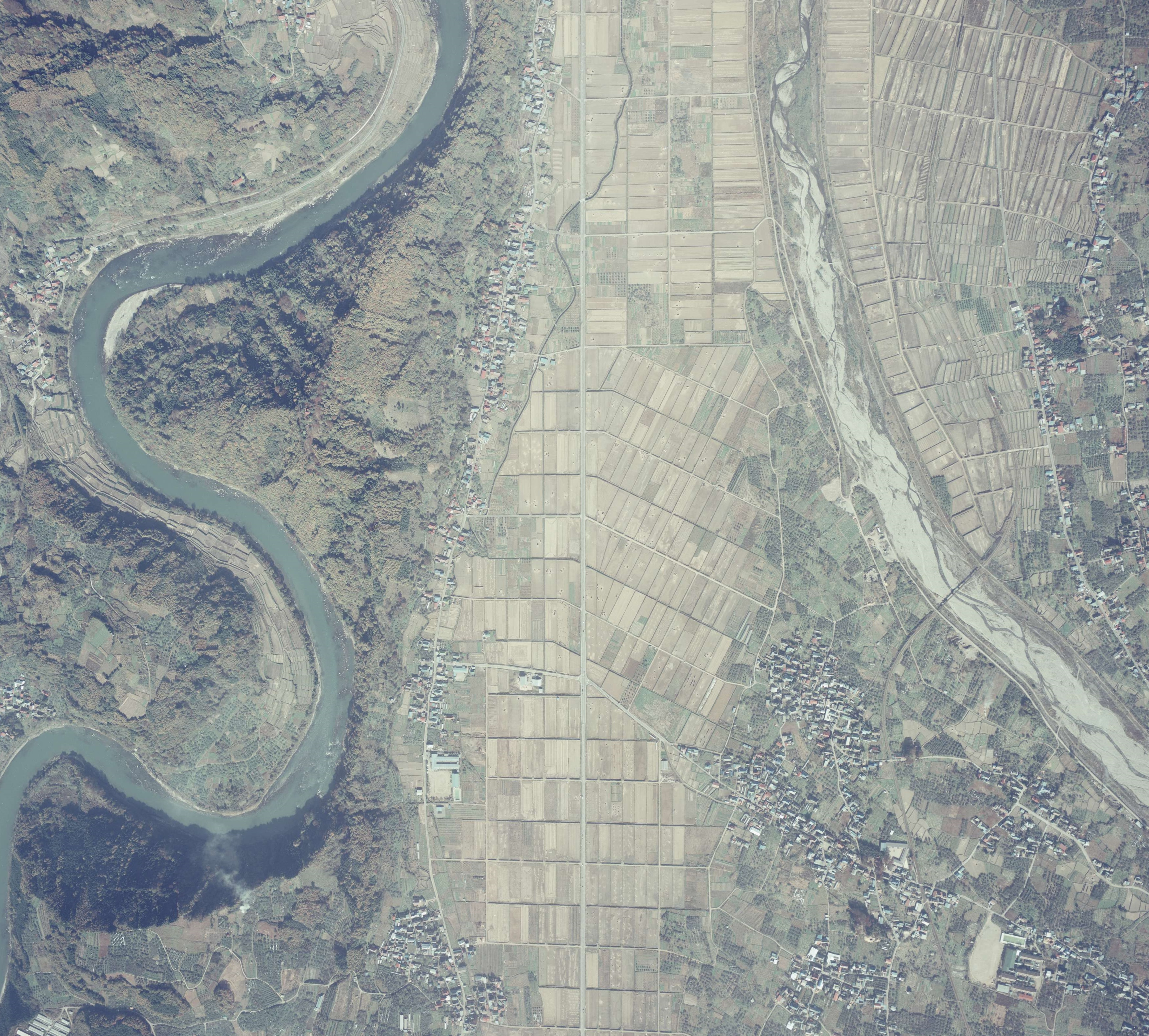
1976年（昭和51年）に撮影された。長野県北部の千曲川（信濃川）。盆地の中央を縦に走る長丘断層の繰り返しの隆起により西側半分に渓谷が形成された。

先行河川（せんこうかせん）とは、その場所が隆起しているのにもかかわらず浸食が進んだ河川のことである。

## 概要
もともと川の流れがあった地域で地殻変動など、その付近の隆起などがあっても、その地殻変動の力に対して侵食力が勝った場合、流路がそのまま残るため谷ができる。このような谷を先行谷（せんこうこく）と呼び、そこを流れる河川を先行河川という。